# Алиева, Хавва Халил кызы
Хавва Халил кызы Алиева (азерб. Həvva Xəlil qızı Əliyeva; род. 1947, Нахичеванская АССР) — советская азербайджанская работница связи. Депутат Верховного Совета СССР 11-го созыва (1984—1989).

## Биография
Родилась в 1947 году в Нахичеванской АССР Азербайджанской ССР.
По окончании школы в 1965 году начала трудовую деятельность телеграфисткой Нахичеванского городского узла связи Нахичеванской автономной республики. 
Достигла высоких результатов производительности труда, несла значительный вклад в улучшение работы связи в городе, побеждала в социалистическом соревновании. Проявила себя как успешный наставник молодежи, подготовила более 15 молодых телеграфисток.
Активно участвовала в общественно-политической жизни республики и Советского Союза, многократно избиралась депутатом Нахичеванского городского совета. В 1984 году избрана депутатом Совета Национальностей Верховного Совета СССР 11-го созыва от Нахичеванского второго городского избирательного округа № 614, была членом Комиссии по транспорту и связи.